# Ambaixador de Bona Voluntat d'UNICEF
Ambaixador de Bona Voluntat és un títol honorífic que concedeix UNICEF a personalitats mundials per actuar com a imatge visible d'aquesta organització i dels seus projectes.
L'objectiu del programa és permetre a les celebritats amb un interès provat problemes de l'UNICEF d'utilitzar el seu renom per atreure l'atenció als problemes importants, per mitjà de les aparicions i discussions públiques, visites a les regions inquiets, què atreure l'atenció dels mitjans de comunicació, i l'ús del seu accés polític per a doni suport la causa de l'organització.

## Inicis
L'actor i músic americà Danny Kaye fou el primer de rebre el nomenament, essent-li concedit el títol d'Ambaixador en llibertat el 1954. Altres celebritats l'han seguit, essent ambaixadors internacionals, regionals o nacionals, segons els perfila, intersou, i nivell desitjat de responsabilitat.

## Ambaixadors internacionals
- Amitabh Bachchan
- Steve Barakatt
- Emmanuelle Beart
- David Beckham (2005)
- Jackie Chan (2004)
- Judy Collins (1995)
- Ali Daei
- Patrik Eliáš
- Mia Farrow (2000)
- Roger Federer
- Whoopi Goldberg
- Ryan Giggs
- Elena Grosheva
- Angelina Jolie
- Nwankwo Kanu
- Angélique Kidjo
- Johann Olav Koss
- Tetsuko Kuroyanagi (1984)
- Femi Kuti
- Leon Lai
- Lang Lang
- Jessica Lange
- Ricky Martin
- Nana Mouskouri (1993)
- Youssou N'Dour
- Orquestra Filharmònica de Berlín (2007)
- Simon Rattle (2007)
- Vanessa Redgrave (1995)
- Sebastião Salgado
- Susan Sarandon (1999)
- Shakira
- Vendela Thommessen
- Maxim Vengerov

Anteriors ambaixadors
- Harry Belafonte (nomenat el 1987, mort el 2023)
- Audrey Hepburn (nomenat el 1988, mort el 1993)
- Danny Kaye (nomenat el 1954, mort el 1987)
- Roger Moore (nomenat el 1991, mort el 2017)
- Richard Attenborough (nomenat el 1987, mort el 2014)
- Peter Ustinov (nomenat el 1969, mort el 2004)

## Ambaixadors regionals
Europa central i de l'Est i Comunitat d'Estats Independents
- Anatoli Kàrpov
- Milena Župančič

Amèrica Llatina
- Diego Torres
- Ricardo Montaner

Orient Mitjà i el Nord d'Àfrica
- Nancy Ajram
- Mahmoud Kabil

Àfrica Oriental i Meridional
- Oliver Mtukudzi
- Yvonne Chaka Chaka
- Zola

Països francòfons
- Patrick Poivre d'Arvor

Àsia oriental i el Pacífic
- Merewalesi Nailatikau
- Miriam Yeung

## Ambaixadors nacionals
Alemanya
- Sabine Christiansen (1997)
- Oliver Bierhoff (1999)
- Joachim Fuchsberger (1984)
- Ann-Kathrin Linsenhoff (2002)
- Vanessa Redgrave (1995)

Argentina
- Julián Weich (2000)

Armènia
- Charles Aznavour (2003)

Austràlia
- John Doyle
- Jimmy Barnes (2004)
- Nicole Kidman (1994)
- Gretel Killeen (2002)
- Norman Swan (2003)
- Anna Volska
- John Bell
- Yvonne Kenny (2003)
- Greig Pickhaver
- Marcus Einfeld
- Layne Beachley (2004)
- Geoffrey Rush
- Ken Done (1988)
- Cate Blanchett (2004)

Àustria
- Thomas Brezina (1996)
- Christiane Hörbiger (2003)

Bèlgica
- Salvatore Adamo (1997)
- Dixie Dansercoer (2002)
- Frank De Winne (2003)
- Jean-Michel Folon (2003)
- Justine Henin (2009)
- Alain Hubert (2002)
- Helmut Lotti (1997)
- Khadja Nin (1998)
- Axelle Red (1998)

Brasil
- Renato Aragão (1991)
- Daniela Mercury (1995)
- Ronaldo (2000)
- Mônica (2007)[1]

Canadà
- Steve Barakatt (2007)
- Ben Mulroney (2006)
- Elena Grosheva (2007)
- Beckie Scott (2002)
- Veronica Tennant (1992)
- Kate Wheeler

Colòmbia
- Margarita Rosa de Francisco (2000)

Corea del Sud
- Pum-Soo Sohn (1999)
- Si Won Ryu (1999)
- Mee-Hwa Kim (1999)
- Myung-Hwa Chung (1999)
- Dooly (1997)
- Byung-Ki Hwang (1996)
- Sung Ki Ahn (1993)
- Wan Suh Park (1993)

Costa d'Ivori
- Basile Boli (2000)

Croàcia
- Zlatan Stipišić Gibonni (2003)
- Bojana Gregorić (2004)

Dinamarca
- Comtessa Alexandra
- Kurt Flemming
- Jesper Klein
- Bubber

Eslovàquia
- Kamila Magalova
- Peter Dvorsky
- Vaso Patejdl

Eslovènia
- Tone Pavček
- Lado Leskovar
- Milena Župančič
- Boris Cavazza
- Zlatko Zahovič
- Vita Mavrič
- Marko Simeunovič

Espanya
- Joan Manuel Serrat (1998)
- Emilio Aragón (2000)
- Imanol Arias (2000)
- Pedro Delgado (2000)
- Joaquín Cortes (1999)
- Ana Duato (2000)
- Teresa Viejo (2000)
- Eusebio Sacristán (2002)
- Pau Gasol (2003)
- Silvia Abascal (2003)
- María Bayo (2004)
- Fernando Alonso (2005)
- Rafael Guijosa (2005)
- Samuel Eto'o (2005)
- "Los Lunnis" (2005)

Estats Units
- Clay Aiken
- India.Arie
- Angela Bassett
- Katie Couric
- Jane Curtin
- Laurence Fishburne
- Sarah Hughes
- James Kiberd
- Annette Roque Lauer
- Téa Leoni
- Lucy Liu (2004)
- Alyssa Milano (2003)
- Sarah Jessica Parker
- Isabella Rossellini
- Marcus Samuelsson
- Summer Sanders
- Claudia Schiffer
- Liv Tyler (2003)
- Courtney B. Vance

Estònia
- Eri Klas (1999)
- Erki Nool (1999)
- Maarja-Liis Ilus (1999)

Etiòpia
- Berhane Adere (2004)
- Kenenisa Bekele (2004)

Filipines
- Gary Valenciano (1997)

Finlàndia
- Micke Rejstrom (1996)
- Jorma Uotinen
- Juha Laukkanen (1994)
- Anna Hanski (1993)
- Eija Vilpas (1993)
- Trio Töykeät (1993)
- Rainer Kaunisto
- Katri-Helena Kalaoja (1990)
- Pave Maijanen (1990)
- Eppu Nuotio (2002)
- Eija Ahvo (1986)
- Susanna Haavisto (1980)
- Arsi Harju (2003)
- Jyrki Linnankivi (Jyrki 69)(2005)

França
- Patrick Poivre d'Arvor (2004)
- Yves Duteil
- Christophe Malavoy

Grècia
- Helene Glykatzi-Ahrweiler
- Antonis Samarakis (1989)

Hong Kong (SAR)
- Kelly Chen
- Daniel Chan
- Charlie Yeung (2004)
- Miriam Yeung

Hongria
- Judit Halász (2003)
- Gábor Presser (2003)

Índia
- Ravi Shastri (1996)
- Amitabh Bachchan

Indonèsia
- Christine Hakim (2004)
- Ferry Salim (2004)

Irlanda
- Pierce Brosnan (2001)
- Gabriel Byrne (2004)
- Cathy Kelly (2005)
- Maxi
- Mike McCarthy
- Liam Neeson (1996)
- Samantha Mumba (2002)
- Stephen Rea (2005)

Israel
- David Broza (1996)

Itàlia
- Piccolo Coro dell' Antoniano
- Francesco Totti (2003)
- Amii Stewart (2001)
- Daniela Poggi (2001)
- Bianca Pitzorno (2001)
- Lino Banfi (2000)
- Leo Nucci (2000)
- Vincenzo La Scola (2000)
- Paolo Maldini
- Roberto Bolle (1999)
- Milly Carlucci (1996)
- Vigili del Fuoco (1989)
- Simona Marchini (1987)

Japó
- Agnes Chan (1998)

Kenya
- Effie Owour (1997)

Kuwait
- Suad Abdullah (2002)

Macedònia del Nord
- Toše Proeski (2004)
- Rade Vrcakovski (2001)

Malàisia
- Celina Khor (2005)
- Rafidah Abdullah (2005)
- Kartini Kamalul Ariffin (2005)

Marroc
- Naïma Elmecherqui
- Rajae Belemlih (2000)
- Nawal El Moutawakel (2000)
- Hicham El Guerrouj (2000)

Mèxic
- César Costa (2004)

Mongòlia
- Tumur Ariuna (2001)
- Asashoryu Dagvador (2003)

Montenegro
- Rambo Amadeus (2005)

Namíbia
- Frank Fredericks (2005)
- Agnes Samaria (2005)

Nigèria
- Nwankwo Kanu (2005)

Noruega
- Ole Gunnar Solskjær (2001)
- Gustav Lorentzen (1993)
- Sissel Kyrkjeboe (2006)

Nova Zelanda
- Hayley Westenra (2003)

Oman
- Hamed Al-Wahaibi (2005)

Països Baixos
- Monique van de Ven (1996)
- Paul van Vliet (1992)
- Sipke Bousema
- Rintje Ritsma
- Edwin Evers
- Trijntje Oosterhuis
- Jurgen Raymann

Panamà
- Danilo Pérez (2005)

Paraguai
- Gloria Criscioni (2005)

Perú
- Gian Marco

Polònia
- Andrzej Szczypiorski
- Katarzyna Frank-Niemczycka
- Piotr Fronczewski
- Wieslaw Ochman
- Majka Jezowska
- Małgorzata Foremniak

Portugal
- Pedro Couceiro
- Luís Figo
- Mariza

Regne Unit
- Kaye Adams (2005)
- Martin Bell (2001)
- Lord Bill Deedes (1998)
- Ralph Fiennes (2001)
- Sir Alex Ferguson (2002)
- Andrew O'Hagan (2001)
- Jemima Khan (2001)
- Elle Macpherson (2005)
- Manchester United Football Club (1999)
- Ewan McGregor (2004)
- James Nesbitt (2006)
- Trudie Styler (2004)
- Robbie Williams (2000)

República Txeca
- Jirina Jiraskova

Rússia
- Al·la Pugatxova
- Oxana Fedorova

Sèrbia
- Emir Kusturica
- Aleksandar Đorđević
- Jelena Janković
- Ana Ivanović

Sud-àfrica
- Quinton Fortune

Suècia
- Lars Berghagen
- Robyn
- Lill Lindfors

Suïssa
- James Galway
- Natascha Badmann

Tailàndia
- Kathleeya McIntosh
- Anand Panyarachun

Turquia
- Ferhan i Ferzan Önder
- Türkan Şoray
- Kıvanç Tatlıtuğ
- Nilüfer Yumlu

Ucraïna
- Ruslana (2005)

Uruguai
- Diego Forlán
- Enzo Francescoli

Vietnam
- Le Huynh Duc

Xile
- Iván Zamorano (1998)